# Војко Миловановић
Војко Миловановић (Вукосавци, код Лопара, 1918 – Сенице код Градачца, децембар 1943), учесник Народноослободилачке борбе и народни херој Југославије.

## Биографија
Родио се у селу Вукосавци, код Лопара. До почетка рата бавио се земљорадњом. Био је сипматизер Комунистичке партије Југославије од млађих дана. Када је формиран Мајевички НОП одред у августу 1941. године Војко је ступио у њега као митраљезац.Члан КПЈ постао је у јесен исте године. Истакао се у борбама на Мајевици, Романији и Звијезди. Био је командир чете у 2. батаљону 6. источнобосанске пролетерске бригаде.
Када је формирана Петнаеста мајевичка ударна бригада Војко Миловановић је постављен за заменика команданта 1. батаљона. Са својом јединицом учествовао је у борбама на Сутјесци. Након смрти команданта батаљона преузео је команду и успео да одбије нападе Немаца и спречио их је да изађу на Вучево и онемогуће партизанским јединицама да се повуку. Упркос великим губицима батаљон је изашао из борби на Сутјесци и Зеленгори и остао језгро 15. мајевичке бригаде. Она ће бити њена ударна снага у каснијим борбама.
Крајем децембра 1943. године погинуо је у борбама са тенковском колоном на путу између Добоја и Градачца код места Срница.
Указом Президијума Народне скупштине ФНР Југославије, 20. децембра 1951. године, проглашен је за народног хероја.